# محمود مرتضایی‌فر
محمود مرتضایی‌فر ملقب به وزیر شعار (زاده ۱۳۱۳ – درگذشته ۲۱ اردیبهشت ۱۳۹۲)، از پیشکسوتان نماز جمعه تهران (مجری نماز جمعه)، بنیان‌گذار تکبیر بعد از انقلاب بود و خاطره جهت‌دهی ابراز احساسات مردمی برای اولین بار با شعار الله اکبر به جای کف زدن، توسط او هنگام سخنرانی روح‌الله خمینی در بدو ورودش به ایران تاریخی و این روش مرسوم شد. وی بعدها به واسطه حضورش در تریبون نماز جمعه به عنوان مجری تا حدود سال ۱۳۸۶، که قبل و حاشیه برگزاری مراسم با سردادن شعار توسط وی همراه بود، به «وزیر شعار» معروف شد.
مرتضایی‌فر شعار دهندهٔ صدای «الله اکبر» معروفی است که در دوران حکومت جمهوری اسلامی هر ساله در ساعت ۹ شب ۲۱ بهمن (شب سالگرد پیروزی انقلاب اسلامی) از تلویزیون دولتی ایران پخش می‌شود. در سال ۱۳۸۶ و در جریان یک نماز جمعه، احمد جنتی امام جمعه وقت تهران به پاس ۲۸ سال فعالیت‌های تبلیغی مرتضایی‌فر از او تقدیر کرد.

## درگذشت
وی پس از یک دوره بیماری و بستری در بیمارستان میلاد تهران، در تاریخ ۲۱ اردیبهشت ماه ۱۳۹۲ درگذشت.

## تشییع پیکر و خاک‌سپاری
صبح روز دوشنبه ۲۳ اردیبهشت ۱۳۹۲ پیکر محمود مرتضایی‌‌فر با حضور جمعی از مقامات جمهوری اسلامی ایران از روبروی دانشگاه تهران تشییع و در بهشت زهرا به خاک سپرده شد.